# Gisela av Frankrike
Gisela av Frankrike, eller Gisella, levnadsår okända, var en hertiginna av Normandie, gift med hertig Rollo av Normandie. 

## Biografi
År 911 slöt vikingen Rollo fred med Frankrikes kung och förlänades området Neustrien, som sedan kallades Normandie, i utbyte mot att han konverterade till kristendomen och svor trohet till den franske kungen Karl den enfaldige som dennes vasall. Enligt traditionen blev han som en del i detta trolovad med den franske kungens dotter, Gisela. Vigseln ägde sedan rum vid ett okänt datum, och Gisela bosatte sig med Rollo i Normandie. Rollo skickade då bort sin förra hustru/frilla, Poppa av Bayeux. 
Enligt legenden ska Rollo ha behandlat Gisela illa. Hennes far sände två franska riddare till stöd, men de greps och hängdes av Rollo. Gisela avled barnlös, och Rollo kallade då tillbaka Poppa och gjorde sin son med henne till sin arvinge.  
Giselas kungliga härstamning och hennes äktenskap med Rollo är inte historiskt säkerställd. Hon kan möjligen ha varit en utomäktenskaplig dotter till den franske kungen.